# Replay Festival
Replay Festival is een Vlaams dancefestival in het Netepark te Herentals. Vanaf 2020 zijn de hostings vernieuwd en heeft het festival 5 podia in verwarmde tenten.
Door de uitzonderlijke maatregelen om het Coronavirus in Vlaanderen is het festival verplaatst naar 19 september.
Het festival was in 2019 toe aan zijn '10 year anniversary'. De editie in 2013 lokte 7500 bezoekers. Het festival ontving, naast de vele acts uit eigen land, veel buitenlandse artiesten uit o.a. Duitsland, Nederland en Noorwegen. Replay Festival vertoont muzikaal gezien gelijkenissen met onder andere Laundry Day en Tomorrowland. Onlangs kreeg het zelfs nog de bijnaam 'Tomorrowland in het klein'.
Het festival wordt op vrijdag voorafgegaan door het Afterwork Festival, dat dezelfde locatie gebruikt.

## Artiesten
Lijst van artiesten op Replay Festival 2020 (vrijgegeven op 1/3/2020)
| Mainstage (De Serre)                                                     | Illusion stage        | The Level | Be Rave & Club Vaag                   | Hardzone                       |
| ------------------------------------------------------------------------ | --------------------- | --------- | ------------------------------------- | ------------------------------ |
| Snelle Ronny Retro Michael Amani 5NAPBACK Vunzige Deuntjes DJ Milano ... | DJ Philip DJ Wout ... |           | Dense & Pika Klaudia Gawlas music ... | Warface Sefa D-Sturb MANDY ... |

## Overzicht van alle festivaledities
Replay Festival 2020
- 19 september 2020
- 5 podia in verwarmde tenten
- Netepark, Herentals
- 12u 's middags tot 12u 's nachts

Replay Festival 2019
- 27 april 2019
- 4 podia
- Netepark, Herentals
- ongeveer 40 artiesten waaronder Jebroer, Mark with a K, Pat B, DJ Furax, Da Rick,...
- 12u 's middags tot 12u 's nachts

Replay Festival 2018
- april 2018
- 4 podia
- Netepark, Herentals
- Grote namen waaronder Coone, Yves Deruyter, Boef (rapper),...

Replay Festival 2017
- april 2017
- 4 podia
- Netepark, Herentals

Replay Festival 2016
- april 2016
- 4 podia
- Netepark, Herentals

Replay Festival 2015
- april 2015
- 4 podia
- Netepark, Herentals

Replay Festival 2014
- 26 april 2014
- 4 Podia
- Netepark, Herentals
- 12:00 tot 0:00

Replay Festival 2013 (zie fusie met Hommel Dance Event)
- 27 april 2013
- 4 podia
- 7500 bezoekers
- Netepark, Herentals
- 50 artiesten, waaronder: Bingo Players, Kraantje Pappie, Headhunterz, Gers Pardoel, Mr. Polska...

Replay Festival 2012
- 19 mei 2012
- 3 podia
- 4000 bezoekers
- Netepark, Herentals
- Meer dan 40 artiesten, waaronder: Regi, Peter Luts, Wolfpack, Sidney Samson, Kraantje Pappie...
- 12u 's middags tot 12u 's nachts

Hommel Dance Event 2012
- 28 april 2012
- 3 podia
- Domein de Lilse Bergen
- Meer dan 40 artiesten, waaronder: Gtronic, Modek, Quintino, The Oddword, Ego Troopers, Raving George en Vato Gonzalez.
- 13u  tot 3u 's nachts

Replay Festival 2011
- 22 juli 2011
- Gemeenteplein Noorderwijk
- Meer dan 20 artiesten
- 19u tot 3u 's nachts

Hommel Dance Event 2011
- 30 april 2011
- 2 podia
- Domein de Lilse Bergen
- Meer dan 20 artiesten, waaronder:DJ F.R.A.N.K., D-BLOCK & S-TE-FAN, DA TWEEKAZ, Mark with a K en Vato Gonzalez ft. MC Tjen.
- 13u  tot 3u 's nachts

Hommel 2010
- 24 april 2010
- 1 tent met 2 podia
- Poeyelheide Lille
- Meer dan 10 artiesten, waaronder: DJ F.R.A.N.K., Lasgo, Robert Abigail.
- 20u  tot 3u 's nachts

Hommel 2009
- 26 april 2008
- 1 tent
- Poeyelheide Lille
- 8 artiesten, waaronder Coone en DJ Wout.
- 20u  tot 3u 's nachts

Hommel Kermis 2008
- 26 april 2008
- 1 tent
- Poeyelheide Lille
- 5 artiesten, waaronder: DJ F.R.A.N.K. en REGI.
- 21u  tot 3u 's nachts

## Fusie met Hommel Dance Event
Mits beide festivals op dezelfde datum plaatsvonden in 2013 (27 april) en er geen alternatieve data waren om dit probleem te voorkomen, sloegen beide festivals de handen in elkaar. Hommel Dance Event, dat een veel langere geschiedenis kent dan Replay, hield dus op met bestaan. Vermoedelijk heeft deze fusie de Hardzone voortgebracht, de stage die voornamelijk hardstyle vertegenwoordigt. Op de vorige editie van Replay Festival werd er namelijk geen harddance gedraaid.
Hommel Dance Event is gegroeid uit de Hommel party's in de tent op het terrein Poeyelheide in Lille, en voordien uit Hommel Kermis.

## Websites & YouTube links
https://www.replayfestival.be
Aftermovie van Hommel Dance Event 2011
Aftermovie van Hommel Dance Event 2012
Magazineartikel over het samengaan van Hommel en Replay